# Myrmarachne tayabasana
Myrmarachne tayabasana là một loài nhện trong họ Salticidae.
Loài này thuộc chi Myrmarachne. Myrmarachne tayabasana được Ralph Vary Chamberlin miêu tả năm 1925.